# Вулиця Нижня Горова (Черкаси)
Вулиця Нижня Горова́ — вулиця в Черкасах, яка проходить паралельно вулиці Припортовій, берегу Кременчуцького водосховища та території вантажного порту.

## Розташування
Починається перехрястям із вулицею Кривалівською, поблизу її перетину із вулицею Припортовою. Вулиця Кривалівська повертає на південний захід, а Нижня Горова на схід. На відрізку від Кривалівської до перехрестя з вулицею Волкова з парної сторони є прибудинковим проїздом без можливості транзитного руху. Далі продовжується від перехрестя з Волкова з парного її боку майже паралельно вулиці Припортовій до перехрестя з вулицею Амброса з парної сторони поблизу дитячого містечка "Казка". Продовжується південніше перехрестям з тією ж вулицею з непарної сторони до школи №21, зберігаючи свій попредній напрям. Там розгалуджується на Т-подібному перехресті в обидва боки, один з яких узвозом спускається на північ до перехрестя з Припортовою вулицею, а інший повертає на південний схід, перетинає вулиці Іллєнка та Чехова, і закінчується перехрестям з вулицею Кобзарською поблизу її початку.

## Опис
Вулиця неширока, по 1 смузі руху в кожний бік.

## Походження назви
Вулиця відома з 1883 року як Нижня Горова. 1941 року була перейменована на честь Михайла Калініна. В роки німецької окупації в 1941-43 роках їй було тимчасово повернуто стару назву. 22 лютого 2016 року вулиці знову повернуто назву.